# Le confessioni di un mangiatore d'oppio
Le confessioni di un mangiatore d'oppio (titolo originale: Confessions of an English opium-eater) è un'opera autobiografica dello scrittore inglese Thomas de Quincey. Venne inizialmente pubblicato anonimamente nel London Magazine nel settembre e ottobre 1821, per poi apparire in volume nel 1822. Sarà seguito da Suspiria De Profundis e da The English Mail-Coach, dello stesso autore. Lo stesso de Quincey allestì una nuova revisione nel 1856. In italiano è stato tradotto anche col titolo Confessioni di un oppiomane.
In esso de Quincey racconta della sua dipendenza dall'oppio e dal laudano, e degli effetti che essa ha avuto sulla sua vita. Le Confessioni fu il primo maggior lavoro pubblicato da De Quincey e quello che gli procurò una fama immediata.
Nel 1860 Charles Baudelaire ne fece una traduzione parziale in francese, il cui commento costituisce il capitolo III de I paradisi artificiali intitolato "Mangiatore d'oppio".

## Edizioni italiane
- trad. di A. Santostefano, Milano: Battezzati, 1889
- trad. di Filippo Donini, Milano: Garzanti, 1952; Torino: Einaudi (collana "Centopagine"), 1974
- trad. di Aldo Traverso, Milano: Rizzoli, 1956
- trad. di Marco Longhi Paripurna, Milano: Demetra, 1999